# Hugo Bergmann
Hugo Bergmann (* 2. Januar 1904 in Hamburg; † 16. Mai 1988 in Berlin) war ein deutscher Politiker und Funktionär des Kulturbundes der DDR.

## Leben
Der gelernte Maschinenschlosser wurde mit 16 Jahren Mitglied des Metallarbeiterverbandes. 1924 wurde er Mitglied der KPD und später Mitglied der Hamburger Stadtleitung der Partei. 1934 kehrte er von einem Studium an der Internationalen Lenin-Schule in Moskau nach Deutschland zurück und war an der Organisierung des Widerstandes gegen den Nationalsozialismus beteiligt. 1935 wurde er verhaftet und zu zehn Jahren Zuchthaus verurteilt. Nach der Befreiung aus dem Zuchthaus Waldheim im Jahr 1945  war er als Kreissekretär der KPD in Riesa und Großenhain und als Leiter der Landesparteischule der SED in Sachsen tätig.
Bergmann wirkte seit 1948 in leitenden Funktionen des Kulturbundes der DDR und vertrat diesen vom 3. November 1950 bis 31. Oktober 1951 im sächsischen Landtag. Zwischen 1952 und 1958 war er hauptamtlich als Sekretär des Potsdamer Bezirksverbandes im Kulturbund tätig. 1957 wurde er Mitglied des Präsidialrates des Kulturbundes und verblieb als Mitglied in diesem Gremium bis 1982. Innerhalb des Präsidialrates wirkte Bergmann bis 1965 als Bundessekretär. 1963 war er außerdem stellvertretender Vorsitzender der Zentralen Kommission „Natur und Heimat“ des Kulturbundes. 1987 erfolgte anlässlich des XI. Bundeskongresses des Kulturbundes in Karl-Marx-Stadt Bergmanns Ernennung zum Ehrenmitglied des Präsidialrates des Kulturbundes.
Bergmann wurde als Verfolgter des Naziregimes geehrt und ist in der Gräberanlage für die Opfer und Verfolgten des Naziregimes auf dem Zentralfriedhof Friedrichsfelde in Berlin begraben.

## Ehrungen
- 1961 Johannes-R.-Becher-Medaille[5]
- 1964 Vaterländischer Verdienstorden in Silber[6]
- 1982 Vaterländischer Verdienstorden in Gold[7]